# Флоримо, Франческо
Франческо Флоримо (итал. Francesco Florimo; 12 декабря 1800 года, Сан-Джорджо-Морджето, королевство Неаполь — 18 декабря 1888 года, Неаполь, королевство Италия) — итальянский композитор, музыковед и библиотекарь.

## Биография
Франческо Флоримо родился в Сан-Джорджо-Морджето в Калабрии 12 октября 1800 года в семье Микеланджело Флоримо и Марии Антонии Олива. В ноябре 1817 года поступил в Неаполе в музыкальную коллегию Сан-Себастьяно, впоследствии преобразованную в консерваторию Сан-Пьетро-а-Майелла, где обучался игре на фортепиано, вокалу и контрапункту. Учителями будущего композитора были Джакомо Тритто и Никколо Антонио Дзингарелли, а одноклассником — Винченцо Беллини, с которым Франческо Флоримо связала настоящая дружба. Первые композиции были написаны им во время обучения в музыкальной школе. Это были кантаты и мессы.
С 1826 года работал в консерватории архивистом. 20 апреля 1828 года дирижировал исполнением «Смилуйся» (лат. Miserere) своего учителя Дзингарелли для 53 голосов на концерте в музыкальной коллегии. В 1831 году получил место регента студенческого хора. Эту должность он занимал до самой смерти.
В 1851 году стал директором консерваторской библиотеки. Под его руководством библиотека приобрела ценную коллекцию музыковедческих произведений, изображений и рукописей композиторов королевства Неаполь и других стран. Так, им были приобретены автографы Беллини, Дзингарелли, Никколо Пиччини, Доменико Чимарозы, Джованни Паизиелло, Микеле Карафа ди Колобрано.
Признание получил не как композитор, а как музыкальный историк, библиотекарь, исследователь и организатор культурных мероприятий. Широкую известность Франческо Флоримо принёс его фундаментальный труд «Музыкальная школа Неаполя» (итал. Scuola musicale di Napoli) в 4-х томах, изданный с 1869 по 1882 год.
В 1841 году был избран членом-корреспондентом Королевской национальной Академии изящных искусств в Неаполе. В феврале 1855 года был избран почетным членом Академии Святой Цецилии в Риме. В 1869 году стал почетным членом Академия Филармоника в Болонье. В 1887 году был возведён в кавалеры Ордена Короны Италии. 2 октября 1876 года стал членом-корреспондентом Национального Королевского общества Неаполя.
Франческо Флоримо является автором учебника «Краткий метод пения» (итал. Breve metodo di canto), который он посвятил своему учителю по вокалу, Джироламо Крешентини, последнему хранителю традиции преподавания пения, которая восходила к легендарным основателям консерватории в Неаполе, Алессандро Скарлатти, Франческо Дуранте и Николе Порпора.
В 1876 году, по случаю первого исполнения «Кольца нибелунгов» Рихарда Вагнера, Франческо Флоримо опубликовал эссе «Рихард Вагнер и вагнеристы» (итал. Richard Wagner ed i wagneristi), в котором встал на сторону последователей композитора в их споре с антивагнеристами.
В 1875 году он объявил об открытии подписки по сбору средств для установки памятника Винченцо Беллини. Среди музыкантов, которые внесли свою лепту в осуществление этого проекта были Пётр Ильич Чайковский и Антон Рубинштейн. В 1876 году прах Винченцо Беллини, опять же благодаря усилиям Франческо Флоримо, был перенесён с кладбища Пер-Лашез в Париже в Катанию, на родину композитора. Франческо Флоримо сделал всё, чтобы увековечить память о скоропостижно скончавшемся друге. Он не только издал его биографию, свои о нём воспоминания, многочисленные автографы, но и способствовал учреждению конкурсов, премий и академий его имени.
Франческо Флоримо умер в Неаполе 18 декабря 1888 года.